# Tripterygion

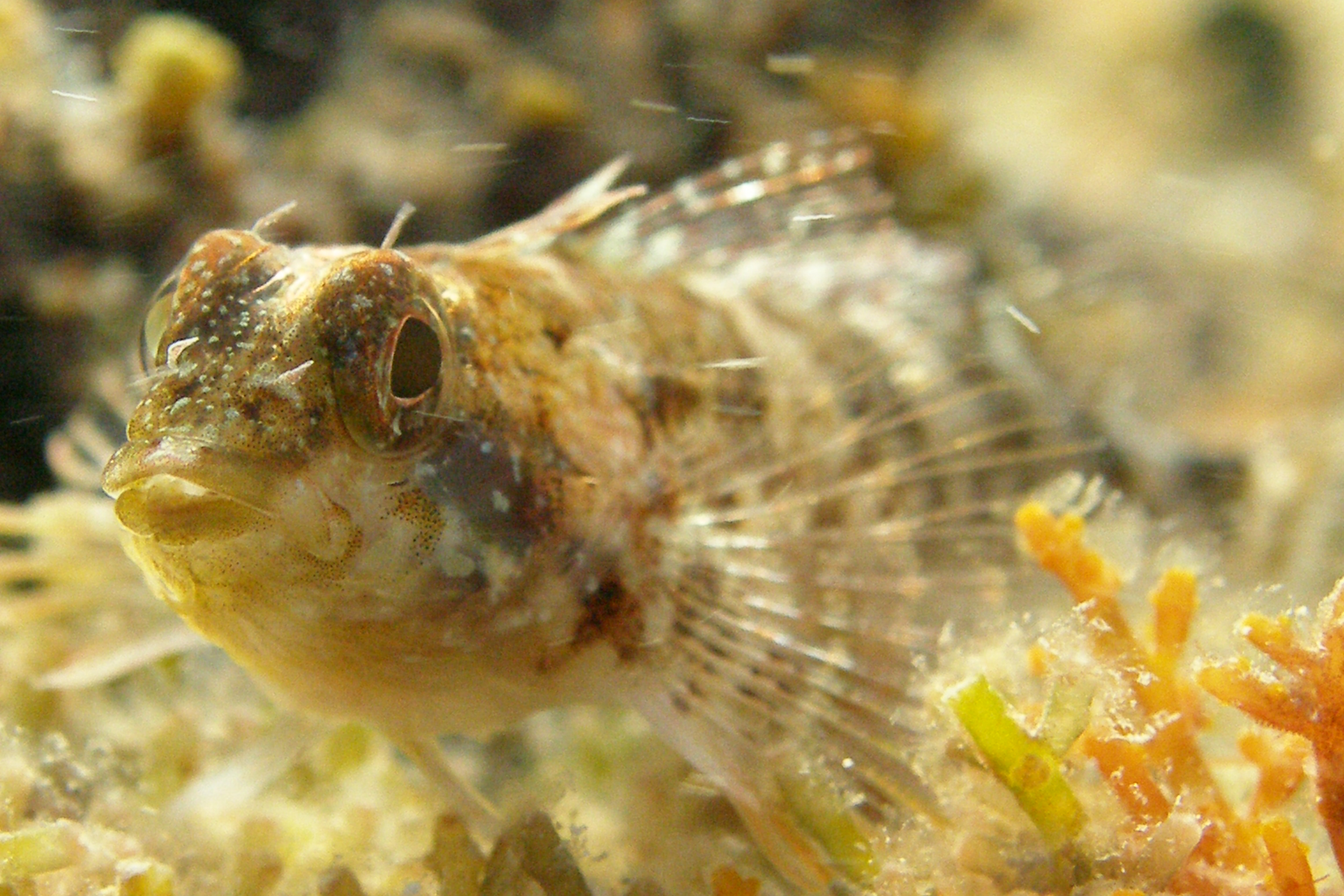
Bavosa morruda (Tripterygion tripteronotus)

Tripterygion és un gènere de peixos de la família dels tripterígids.

## Morfologia
- Poden assolir fins als 80 mm de llargària total.

## Hàbitat
Viuen sobre fons rocallosos en aigües poc fondes fins als 10 m.

## Costums
Sovint se'ls troba en companyia de Blennius nigriceps.

## Taxonomia
- Tripterygion tartessicum
- Tripterygion minor
- Tripterygion nasus
- Tripterygion varium
- Tripterygion xanthosoma
- Rabosa groga (Tripterygion delaisi)
- Cabot vermell (Tripterygion melanurus)
  - Tripterygion melanurus melanurus
  - Tripterygion melanurus minor
- Bavosa morruda (Tripterygion tripteronotus)[2][3][4]